# Агилольф (свев)
Агилольф (Агилульф; ок. 420 — не ранее 482) — полулегендарный родоначальник династии баварских герцогов из дома Агилольфингов.

## Биография
О личности Агилольфа никаких достоверных сведений в источниках не сохранилось. Предполагается, что он был наследным принцем германского племени свевов (союза древнегерманских племён, включающих в себя племена семнонов, гермундуров, квадов, маркоманов и лангобардов), тех племён, которые составляют две народности, представляющие основу населения современной Баварии (за исключением франконцев). Возможно, Агилольф мог быть сыном короля придунайских свевов Хунимунда и внуком Хермериха (Гермериха), первого короля свевов, который правил в 409—441 годах на территории римской провинции Галлеции (теперь западная Испания и северная Португалия). Известно, что во времена походов Агилольф со своим войском осадил каструм Пассау. Он был, вероятно, приверженцем арианства. Предполагается, что Агилольф мог быть дальним предком Агилольфингов. В преданиях он называется отцом первого герцога баваров Теодона I .